# .np
.npはネパールに割り当てられている国別コードトップレベルドメイン(ccTLD)である。管理はMercantile Communicationsにより行われている。

## セカンドレベルドメイン
最も一般的なセカンドレベルドメインは以下の通りである。
| ドメイン名 | 対象者                                                                       |
| ---------- | ---------------------------------------------------------------------------- |
| .edu.np    | 教育機関                                                                     |
| .com.np    | 商用                                                                         |
| .gov.np    | 政府機関                                                                     |
| .mil.np    | 軍用                                                                         |
| .org.np    | 非営利組織                                                                   |
| .net.np    | インターネットプロバイダ                                                     |
| .aero.np   | 航空宇宙関連分野                                                             |
| .asia.np   | アジア・太平洋                                                               |
| .biz.np    | ビジネス                                                                     |
| .coop.np   | 協同組合を促進・支援するための組織                                           |
| .info.np   | 情報                                                                         |
| .jobs.np   | 求人関係                                                                     |
| .mobi.np   | Mobile Webを介してインターネットリソースにアクセスするためのモバイルデバイス |
| .museum.np | 博物館                                                                       |
| .name.np   | 識別ラベル                                                                   |
| .pro.np    | 認定プロフェッショナル                                                       |
| .travel.np | 旅行会社                                                                     |

## 登録
.npドメインの登録には、ネパールでの現地拠点を必要とする。登録は、会社名、組織名、製品名、サービス名、ブランド名を直接元にした名前でも良い。
ドメイン登録は、様々なセカンドレベルドメインの下のサードレベルで無料で行える。ただし、検証のために、個人の場合は市民権認定書の写し、組織の場合は法人登録書の写しを提示する必要がある。ドメインの審査には数営業日かかる。

## 「ドットニッポン」としての利用
日本に割り当てられている本来のccTLDは「.jp」だが、近未來通信の子会社である日本ニュードメイン社は「.np」が「Nippon」の省略形と見なせることに着目し、「ドットニッポン」と称して使用することを2003年に提唱した。同社は「aa.np」から「zz.np」まで676通りのセカンドレベルドメインの管理権を取得し、日本国内の企業や個人、団体に対してドメイン登録サービスを実施していた。このサービスは2005年5月に終了し、登録済みドメインもそれ以降は使用できなくなった。サービス終了の理由について同社は、2005年以降にネパールの国内状勢がクーデターなどにより悪化し、連絡体制が安定しなかったことを挙げている。
「ドットニッポン」ドメインの登録数は、「.cc」「.nu」「.to」など日本で広く利用されている他のccTLDに比して非常に少なかった。利用例として、長崎県立大村高等学校は当時「omura.ed.np」というドメインを使用していた。